# Мовний простір
Мовний простір — складний лінгвістичний термін, що означає географічне поширення тієї чи іншої мови.

## Трактування
Під мовним простором деякі вчені розуміють міцний, стійкий ареал тієї чи іншої мови, в першу чергу як рідної і офіційно закріпленої на певній території (наприклад, німецької мови в німецькомовному ядрі Центральної і Західної Європи, що охоплює територію Німеччини, 2/3 Швейцарії, Австрію, Ліхтенштейн, Люксембург, невеликі регіони на сході Бельгії).
Подібне трактування пояснюється порівняно невеликим поширенням німецької як мови міжнаціонального спілкування.
По відношенні до інших мов (наприклад, тих, які мають широке міжнародне поширення російської, французької, англійської та іспанської) вчені ставляться більш гнучко. За мовними простором в такому випадку розуміють не тільки ядро з носіями, але, як часто буває в таких випадках, регіони двомовності, де зберігаються автохтонні мови (наприклад Анди в Латинській Америці; велика частина Африки).

## Широке трактування
Іноді, особливо щодо мовних сімей, що об'єднують близькоспоріднені мови. За цією ознакою, наприклад, виділяються скандинавський мовний простір, романський мовний простір, слов'янський союз, німецький союз.

## Список найбільш великих мовних просторів світу (окремі мови)
- Німецький мовний простір ДАХ (від нім. DACH — бекронім назв країн Німеччина, Австрія і Швейцарія (« D eutschland,Austria, C onfoederatio Helvetica»); в той же час нім. dach 'дах')
- Іспанський мовний простір (Мексика, Іспанія, США, Аргентина, Перу)
- Англійський мовний простір (Велика Британія, США, Канада, Австралія)
- Португальський мовний простір (Португалія, Бразилія, Східний Тимор, Макао)
- Французький мовний простір (Франція, Канада, Бельгія, Швейцарія, Монако)

### Російський мовний простір
Російський мовний простір відображає основний географічний ареал російської мови, що охоплює в першу чергу територію найбільшої країни на планеті — Російської Федерації і 14 країн СНД і Прибалтики — в більшій (Україна, Білорусь, Казахстан, Киргизстан, Латвія, Естонія) або меншій (Грузія , Туркменістан, Азербайджан) мірі. Характерною особливістю сучасного мовного простору та й російської мови взагалі є його цілісність і слабка варіативність лексики, граматики й фонетики протягом свого основного ареалу порівняно з англійською, іспанською, французькою та португальською мовами, для яких характерні мовні варіанти і взаєморозуміння між ними (особливо розмовними, просторічними і креолізірованними формами) може бути іноді помітно ускладнено, особливо це стосується різних варіантів англійської, французької (див. Французька мова в Канаді) та німецької мови.

### Китайський мовний простір
Включає Китай, Тайвань, Сінгапур, характерною особливістю цієї групи є її численність (до 20% населення планети) сильна роздробленість в діалектному плані аж до повної відсутності взаєморозуміння між носіями діалектів за наявності загального письмового ієрогліфічного стандарту — (див. китайське письмо).

### Арабський мовний простір
Дещо схожа ситуація і з арабським мовним простором, який вирізняється сильним діалектним дробленням і має при цьому фонетичне письмо. Тим не менш, у даний час на арабському телебаченні вже сформувалася нейтрально-стандартна форма арабської на основі діалектів Єгипту.

### Мовні простори мовних сімей
- Слов'янський мовний простір (Слов'янські мови: Росія, Україна, Білорусь, Сербія, Болгарія, Польща, Чехія, Хорватія, Словенія, Македонія, Боснія і Герцеговина, також Казахстан, Киргизстан, Латвія, Литва, Естонія)
- Скандинавський мовний простір (Швеція, Данія, Норвегія, частина Фінляндії)
- Романський мовний простір (об'єднує територію романських мов і романських народів)
- Тюркський мовний простір — об'єднує великі регіони Євразії, де поширені тюркські мови.